# Kassidy Cook
Kassidy Cook (Plantation, 9 maggio 1995) è una tuffatrice statunitense, medaglia d'argento nel sincro 3 metri ai Giochi olimpici di Parigi 2024.

## Palmares
- Giochi olimpici

Parigi 2024: argento nel sincro 3m.